# Адиль-Герей I Музаффар
Адиль-Герей Музаффар I (Победоносный) (кум. Адил-Герей Музаффар Сурхайны уланы; 1609 — после 1614 года) — кумыкский князь и тарковский шамхал. Правитель Тарковского шамхальства.

## Биография
Адиль-Герей I предпринимал все меры для международного признания Шамхальства, искал себе союзника не только в лице России, Ирана, но и лице Османской Турции. Стремился и к распространению своего влияния и власти среди горских обществ и расширению границ своего владения за счёт приобретения новых земель в Нагорном Дагестане.
В 1594 году князь А. Хворостинин после захвата Тарки продвигался со своими стрельцами в южном направлении, имея целью открыть путь к  Дербенту. Но на равнине, на Манасском взморье, у Буйнаков со своими войсками ему путь преградил Адиль-Герей, случилось сражение с крупными потерями с обоих сторон. Князь Хворостинин отступил, оставив на поле боя убитых и раненных.
В 1604 году Москва предприняла ещё один решительный поход против Шамхальства. В этом походе, по словам историка Василия Потто, «собралось войск тысяч до 10». В ней приняли участие и некоторые окоцкие (Ших-Мурза, Ботай) и черкесские (терские) мурзы (Сююнч-Али Черкасский), терские и гребенские казаки (Кушева). Русские летописи свидетельствуют: Бутурлин, не встречая сопротивления, занял Эндирей и Теплые воды и основал крепость на Тузулуке, а шамхал, «старец ветхий», ушёл в горы. Укрепленный каменными стенами Тарки русскими войсками был взят штурмом. «Приступ поведен был с двух сторон: с одной — шел Бутурлин со стрелецкими полками, с другой — Плещеев с боярскими детьми и с Терскими и Гребенскими казаками». Тарковцы оказали упорное сопротивление, но город был взят русскими, которые сразу же приступили к строительству укрепления, назвав его Новым городом.
Герею удалось собрать и сколотить крупное войско, состоявшее, по имеющимся сведениям, из собственных сил, сил крым-шамхала, кайтагцев, эндиреевского владетеля, насчитывавшее более 20 тыс. человек. Согласно русской летописи, «неприятельская сила была чрезмерно велика». Этими силами он и заблокировал царские войска в Тарки. На помощь Герею подоспело из Шемахи и турецкое войско — «паша и с ним турские люди и еныченя».

Существенную услугу своему брату оказал «предприимчивый и честолюбивый» Султан-Мут. Он привел из Кабарды 13 тыс. черкесов, которые, как указывает А.-К. Бакиханов, «были подкреплены крымскими татарами и Гирей-хан Шамхалом», изгнал русских из крепости при Эндирее (Кызыл-яр) и Койсу отряд князя Долгорукого (гарнизон крепости на Койсу в 1604 году насчитывал 1 тыс. стрельцов. Убедившись в безнадежности сопротивления, князь Долгорукий сжег крепость и отступил на кораблях в Терский город. В награду за это впоследствии Герей, как указывает Д.-М. Шейхалиев, уступил ему всю Засулакскую Кумыкию «как край уже им у неприятеля отвоеванный».